# شامگاه سیسیلی
شامگاه سیسیلی (ایتالیایی: Vespri siciliani ; سیسیلی: Vespiri siciliani) یک شورش موفقیت‌آمیز در جزیره سیسیل بود که در عید پاک ۱۲۸۲ علیه حکومت پادشاه فرانسوی‌الاصل شارل یکم آنژو که از سال ۱۲۶۶ بر پادشاهی سیسیل حکومت می‌کرد، رخ داد. در عرض شش هفته، حدود ۱۳٬۰۰۰ مرد و زن فرانسوی توسط شورشیان کشته شدند و دولت شارل کنترل جزیره را از دست داد. این شورش جنگ شامگاه سیسیلی را آغاز کرد.